# Cyanastraceae
Cyanastraceae is een botanische naam, voor een familie van eenzaadlobbige planten. Een familie onder deze naam wordt de laatste decennia met een zekere regelmaat erkend door systemen van plantentaxonomie erkend, maar niet door het APG-systeem (1998) en het APG II-systeem (2003). Aldaar worden de betreffende planten geplaatst in de familie Tecophilaeaceae.
Het Cronquist systeem (1981) erkent de familie wel en plaatst haar in de orde Liliales. Het gaat dan om een heel kleine familie van planten die voorkomen in tropisch Afrika.